# Municipio de Songer
El municipio de Songer (en inglés: Songer Township) es un municipio ubicado en el condado de Clay en el estado estadounidense de Illinois. En el año 2010 tenía una población de 342 habitantes y una densidad poblacional de 3,53 personas por km².

## Geografía
El municipio de Songer se encuentra ubicado en las coordenadas 38°41′18″N 88°39′30″O / 38.68833, -88.65833. Según la Oficina del Censo de los Estados Unidos, el municipio tiene una superficie total de 96.92 km², de la cual 96,64 km² corresponden a tierra firme y (0,29 %) 0,28 km² es agua.

## Demografía
Según el censo de 2010, había 342 personas residiendo en el municipio de Songer. La densidad de población era de 3,53 hab./km². De los 342 habitantes, el municipio de Songer estaba compuesto por el 97,66 % blancos, el 0,29 % eran asiáticos, el 1,75 % eran de otras razas y el 0,29 % eran de una mezcla de razas. Del total de la población el 2,34 % eran hispanos o latinos de cualquier raza.